# Krzywa p
Krzywa p (ang. p-curve) – rozkład statystycznie istotnych wartości p opublikowanych badań naukowych, używany przez badaczy (zwłaszcza autorów systematycznych przeglądów literatury i metaanaliz), aby móc sformułować wnioski na temat proporcji rzeczywistych efektów i obecności zmanipulowanych danych (będących efektem tzw. p-hackingu) w opublikowanej literaturze naukowej.
Krzywa p pełni w nauce rolę zbliżoną do wykresu lejkowego, a więc jest traktowana jako narzędzie kontroli jakości metodologicznej i tendencyjności publikacji.
Krzywa p została wprowadzona do literatury naukowej w 2014 r. przez Simonsohna, Nelsona i Simmonsa w artykule pt. P-curve: A key to the file-drawer opublikowanym w czasopiśmie Journal of Experimental Psychology: General.